# Hymne monégasque
L'Hymne monégasque est l'hymne national de la principauté de Monaco.

## Historique
C'est dans un contexte politique difficile que naquit l'Hymne monégasque.
Sous le règne du prince Florestan Ier (1785-1856), souverain monégasque en 1841, la Principauté connaissait une situation intérieure instable. Dès 1821 des troubles répétés éclataient à Menton. Les agents du royaume de Sardaigne, interprétant abusivement le traité signé à Stupinigi, le 8 novembre 1817, exploitaient habilement le mécontentement que causaient dans le pays certaines mesures inopportunes prises par le Gouvernement princier d'alors. Le protectorat imposé à la Principauté n'était, dans l'esprit du Roi de Sardaigne, que l'acheminement vers une annexion pure et simple.
Le notaire Théophile Bellando de Castro (1820-1903), poète et musicien à ses heures, prit en 1841 la décision de répliquer à la diffusion à Monaco de chansons séditieuses importées du Comté de Nice, en composant un chant patriotique (en langue française), hommage de loyauté envers le Prince et sa famille. Plus tard, Castil-Blaze modifia son tempo et fit quelques changements mineurs pour doter ce chant patriotique d'une harmonie de base. En 1848 la Garde nationale, créée par le Prince Florestan, adopta la chanson de Théophile Bellando de Castro comme chant de ralliement. En 1896 Charles Albrecht composa un arrangement pour piano, publié par Tihebaux à Paris et nommé Air National de Monaco. En 1897, Decourcelle de Nice, imprima une édition appelée 429 Hymne National de Monaco pour piano.
Des années plus tard, Francois Bellini orchestra le chant d'Albrecht. Ce nouvel arrangement pour un trio jugé trop long en 1900 ne fut plus joué. La version moderne a été créée par Léon Jehin en 1914 et jouée pour la première fois lors du 25e anniversaire du couronnement du Prince Albert Ier. Enfin, en 1931, Louis Notari écrivit de nouvelles paroles (en langue monégasque), adoptées depuis comme version définitive.

## Paroles

### Version officielle actuelle
| Monégasque (officielle) | Transcription API (ligure) | Français | Génois |
| --- | --- | --- | --- |
| Riturnelu: Despoei tugiù, sciü d'u nostru paise Se ride au ventu, u meme pavayùn Despoei tugiù a cuřù russa e gianca E stà ř'emblèma d'a nostra libertà Grandi e piciui, ř'an tugiù respetà N'amu ch'üna tradiçiun, n'amu ch'üna religiun, Amu avüu per u nostru unù I meme Principi tugiù E ren nun ne scangerà Tantu ch'u suriyu lüjerà; Diu sempre n'agiüterà E ren nun ne scangerà Riturnelu, | [ri.tur.ˈne.lu] [ˈdes.pei̯ tu.ˈd͡ʒu ʃy du.ˈnɔs.tru pa.ˈi.se] [se ˈri.de au̯ ˈven.tu u.ˈme.me pa.va.ˈjun] [ˈdes.pei̯ tu.ˈd͡ʒu a.ku.ˈʁu ˈrus.sa‿e ˈd͡ʒaŋ.ka] [e‿s.ˈta ʁem.ˈble.ma da ˈnɔs.tra li.ber.ˈta] [ˈgran.di̯‿e pit.ˈt͡ʃui̯ lan tu.ˈd͡ʒu res.pe.ˈta] [ˈa.mu ˈky.na tra.di.ˈsi̯un] [ˈa.mu ˈky.na re.li.ˈd͡ʒun] [ˈa.mu̯‿a.ˈvyu̯ pe.r‿u ˈnɔs.tru u.ˈnu] [i ˈme.me ˈprin.t͡ʃi.pi tu.ˈd͡ʒu] [e ʁen nun ne‿s.kan.d͡ʒe.ˈra] [ˈtan.tu ku su.ˈri.u ly.ʒe.ˈra] [ˈdiu̯ ˈsem.pre na.d͡ʒy.teˈra] [e ʁen nun ne‿s.kan.d͡ʒe.ˈra] [ri.tur.ˈne.lu] | Refrain : Depuis toujours, sur notre pays, Le même drapeau est déployé au vent, Depuis toujours les couleurs rouge et blanc Sont le symbole de notre liberté Grands et petits les ont toujours respectées Nous avons perpétué les mêmes traditions ; Nous célébrons la même religion ; Nous avons l'honneur D'avoir toujours eu les mêmes Princes Et rien ne changera jamais Tant que le soleil brillera Dieu toujours nous aidera Et rien ne changera jamais Refrain | Ritornello: Da senpre, insciô nòstro paize A rîe a-o vento a mæxima bandêa Da senpre i colôri rosso e gianco Son stæti l'enblema da nòstra libertæ Gréndi e picìn l'àn senpre rispetæ Emmo chi 'na tradiçion Emmo chi 'na religion, Emmo avûo pe-o nòstro önô Senpre i mæximi Prìnçipi E ninte no ne cangïâ Tanto ch'o sô o brilliâ; Dio senpre n'agiuttiâ E ninte no ne cangïâ. Ritornello |

### Version complète
| Texte de Louis Notari (1928) | Traduction en français |
| --- | --- |
| Riturnelu: Despoei tugiu̍ sciü d’u nostru paise Se ride au ventu, u meme pavayu̍n Despoei tugiu̍ a curu̍ russa e gianca E sta̍ l’emblema, d’a nostra liberta̍ Grandi e i piciui, l’an sempre respeta̍ Oila cü ne toca ! Oila cü ne garda ! Fo che cadün sace ben aiço d’aiçi : Riturnelu Amu avü sempre r’a meme tradiçiu̍n Amu avü sempre r’a meme religiu̍n Amu avüu per u nostru unu̍ I meme Pri̍ncipi tugiu̍ E düsciün nun pura ne fa scangia Tantu ch’au celu, u suriyu lüjera̍ ; Diu n’agiütera̍ E mai düsciün nun pura ne fa scangia düsciün. Nun sëmu pa gaire, Ma defendëmu tüti a nostra tradiçiun ; Nun sëmu pa forti, Ma se Diu voe n’agiütera ! Oila cü ne toca ! Oila cü ne garda ! Fo che cadün sace ben ailo d’aili : Riturnelu | Refrain : Depuis toujours, sur notre pays Flotte joyeusement au vent le même pavillon Depuis toujours les couleurs rouge et blanche Constituent le symbole de notre liberté Grands et petits l’ont toujours respecté ! Ohé, vous qui nous voisinez ! Ohé, vous qui nous regardez ! Il importe que chacun retienne bien ceci : Refrain Nous avons perpétué les mêmes traditions ; Nous célébrons la même religion ; Nous avons l’honneur D’avoir toujours eu les mêmes Princes Et personne ne pourra nous faire changer tant que le soleil brillera dans le ciel Dieu nous aidera Et jamais personne ne pourra nous faire changer Personne. Nous ne sommes pas bien nombreux, Mais nous veillons tous à la défense de notre identité ; Nous ne sommes pas très puissants, Mais, s’il le veut, Dieu nous aidera ! Ohé, vous qui nous voisinez ! Ohé, vous qui nous regardez ! Il importe que chacun prenne bien conscience de cela ! Refrain |

### Version d'origine
La première version de l'hymne monégasque toujours sur le même air musical fut composée en français par Théophile Bellando de Castro en 1841.
| Texte de Théophile Bellando de Castro (1841) |
| --- |
| Refrain: Principauté Monaco ma patrie, Oh! Combien Dieu est prodigue pour toi. Ciel toujours pur, rives toujours fleuries, Ton Souverain est plus aimé qu’un Roi. Fiers Compagnon de la Garde Civique, Respectons tous la voix du Commandant. Suivons toujours notre bannière antique. Le tambour bat, marchons tous en Avant. Oui, Monaco connut toujours des braves, Nous sommes tous leurs dignes descendants. En aucun temps nous ne fûmes esclaves. Et loin de nous, régnèrent les tyrans. Que le nom d’un Prince plein de clémence Soit répété par mille et mille chants. Nous mourons tous pour sa propre défense, Mais après nous, combattrons nos enfants. Refrain |